# Кидричево (община)
Община Кидричево (словен. Občina Kidričevo) — одна з общин Словенії. Адміністративним центром є місто Кидричево.
У Кидричево є завод з виробництва алюмінію.

## Населення
У 2011 році в общині проживало 6662 осіб, 3190 чоловіків і 3472 жінок. Чисельність економічно активного населення (за місцем проживання), 2690 осіб. Середня щомісячна чиста заробітна плата одного працівника (EUR), 756,12 (в середньому по Словенії 987.39). Приблизно кожен другий мешканець у громаді має автомобіль (51 автомобілі на 100 жителів). Середній вік жителів склав 42,6 роки (в середньому по Словенії 41.8).